# 1989-es NHL-draft
Az 1989-es NHL-draft volt a 27. draft. A játékosbörzét június 17-én, a minnesotai Metropolitan Sports Centre-ben tartották. Sokak szerint ez volt a Detroit Red Wings legsikeresebb draftja, a csapat által ebben az évben kiválasztott játékosok összesen 5,955 meccset játszottak detroiti színekben és 9 Stanley-kupát nyertek. A draft első kiválasztott játékosa egyébként a svéd Mats Sundin lett.

## A draft

### Első kör
| #  | Játékos          | Poszt      | Nemzetiség    | NHL-csapat            | Egyetem/junior/klub csapat                  |
| -- | ---------------- | ---------- | ------------- | --------------------- | ------------------------------------------- |
| 1  | Mats Sundin      | Center     | Svédország    | Québec Nordiques      | Nacka HK (SWE-3)                            |
| 2  | Dave Chyzowski   | Balszélső  | Kanada        | New York Islanders    | Kamloops Blazers (WHL)                      |
| 3  | Scott Thornton   | Center     | Kanada        | Toronto Maple Leafs   | Belleville Bulls (OHL)                      |
| 4  | Stu Barnes       | Center     | Kanada        | Winnipeg Jets         | Tri-City Americans (WHL)                    |
| 5  | Bill Guerin      | Jobbszélső | USA           | New Jersey Devils     | Springfield Olympics (NEJHL)                |
| 6  | Adam Bennett     | Hátvéd     | Kanada        | Chicago Blackhawks    | Sudbury Wolves (OHL)                        |
| 7  | Doug Zmolek      | Hátvéd     | USA           | Minnesota North Stars | Rochester John Marshall Középiskola (Minn.) |
| 8  | Jason Herter     | Hátvéd     | Kanada        | Vancouver Canucks     | Észak-dakotai Egyetem (NCAA)                |
| 9  | Jason Marshall   | Hátvéd     | Kanada        | St. Louis Blues       | Vernon Lakers (BCJHL)                       |
| 10 | Bobby Holik      | Center     | Csehszlovákia | Hartford Whalers      | Dukla Jihlava (CZE)                         |
| 11 | Mike Sillinger   | Center     | Kanada        | Detroit Red Wings     | Regina Pats (WHL)                           |
| 12 | Rob Pearson      | Jobbszélső | Kanada        | Toronto Maple Leafs   | Belleville Bulls (OHL)                      |
| 13 | Lindsay Vallis   | Jobbszélső | Kanada        | Montréal Canadiens    | Seattle Thunderbirds (WHL)                  |
| 14 | Kevin Haller     | Hátvéd     | Kanada        | Buffalo Sabres        | Regina Pats (WHL)                           |
| 15 | Jason Soules     | Hátvéd     | Kanada        | Edmonton Oilers       | Niagara Falls Thunder (OHL)                 |
| 16 | Jamie Heward     | Hátvéd     | Kanada        | Pittsburgh Penguins   | Regina Pats (WHL)                           |
| 17 | Shayne Stevenson | Center     | Kanada        | Boston Bruins         | Kitchener Rangers (OHL)                     |
| 18 | Jason Miller     | Center     | Kanada        | New Jersey Devils     | Medicine Hat Tigers (WHL)                   |
| 19 | Olaf Kölzig      | Kapus      | NSZK          | Washington Capitals   | Tri-City Americans (WHL)                    |
| 20 | Steven Rice      | Jobbszélső | Kanada        | New York Rangers      | Kitchener Rangers (OHL)                     |
| 21 | Steve Bancroft   | Hátvéd     | Kanada        | Toronto Maple Leafs   | Belleville Bulls (OHL)                      |
|    |                  |            |               |                       |                                             |

### Második kör
| #  | Játékos           | Poszt      | Nemzetiség | NHL-csapat            | Egyetem/junior/klub csapat        |
| -- | ----------------- | ---------- | ---------- | --------------------- | --------------------------------- |
| 22 | Adam Foote        | Hátvéd     | Kanada     | Québec Nordiques      | Sault Ste. Marie Greyhounds (OHL) |
| 23 | Travis Green      | Center     | Kanada     | New York Islanders    | Spokane Chiefs (WHL)              |
| 24 | Kent Manderville  | Balszélső  | Kanada     | Calgary Flames        | Notre Dame (T2)                   |
| 25 | Dan Ratushny      | Hátvéd     | Kanada     | Winnipeg Jets         | Cornell Egyetem (USC)             |
| 26 | Jarrod Skalde     | Center     | Kanada     | New Jersey Devils     | Oshawa Generals (OHL)             |
| 27 | Mike Speer        | Hátvéd     | Kanada     | Chicago Blackhawks    | Guelph Platers (OHL)              |
| 28 | Mike Craig        | Jobbszélső | Kanada     | Minnesota North Stars | Oshawa Generals (OHL)             |
| 29 | Rob Woodward      | Balszélső  | USA        | Vancouver Canucks     | Deerfield Akadémia (USS)          |
| 30 | Patrice Brisebois | Hátvéd     | Kanada     | Montréal Canadiens    | Laval Titan (QMJHL)               |
| 31 | Rick Corriveau    | Hátvéd     | Kanada     | St. Louis Blues       | London Knights (OHL)              |
| 32 | Bob Boughner      | Hátvéd     | Kanada     | Detroit Red Wings     | Sault Ste. Marie Greyhounds (OHL) |
| 33 | Greg Johnson      | Center     | Kanada     | Philadelphia Flyers   | Thunder Bay Flyers (USHL)         |
| 34 | Patrik Juhlin     | Balszélső  | Svédország | Philadelphia Flyers   | Västerås IK (SWE)                 |
| 35 | Byron Dafoe       | Kapus      | Kanada     | Washington Capitals   | Portland Winter Hawks (WHL)       |
| 36 | Richard Borgo     | Jobbszélső | Kanada     | Edmonton Oilers       | Kitchener Rangers (OHL)           |
| 37 | Paul Laus         | Hátvéd     | Kanada     | Pittsburgh Penguins   | Niagara Falls Thunder (OHL)       |
| 38 | Mike Parson       | Kapus      | Kanada     | Boston Bruins         | Guelph Platers (OHL)              |
| 39 | Brent Thompson    | Hátvéd     | Kanada     | Los Angeles Kings     | Medicine Hat Tigers (WHL)         |
| 40 | Jason Prosofsky   | Jobbszélső | Kanada     | New York Rangers      | Medicine Hat Tigers (WHL)         |
| 41 | Steve Larouche    | Center     | Kanada     | Montréal Canadiens    | Trois-Rivières Draveurs (QMJHL)   |
| 42 | Ted Drury         | Center     | USA        | Calgary Flames        | Fairfield Középiskola (Conn)      |
|    |                   |            |            |                       |                                   |

### Harmadik kör
| #  | Játékos             | Poszt      | Nemzetiség | NHL-csapat            | Egyetem/junior/klub csapat      |
| -- | ------------------- | ---------- | ---------- | --------------------- | ------------------------------- |
| 44 | Jason Zent          | Balszélső  | USA        | New York Islanders    | Nichols Iskola (USS)            |
| 45 | Rob Zamuner         | Balszélső  | Kanada     | New York Rangers      | Guelph Platers (OHL)            |
| 46 | Jason Cirone        | Center     | Kanada     | Winnipeg Jets         | Cornwall Royals (OHL)           |
| 47 | Scott Pellerin      | Balszélső  | Kanada     | New Jersey Devils     | Maine-i Egyetem (NCAA)          |
| 48 | Bob Kellogg         | Hátvéd     | USA        | Chicago Blackhawks    | Springfield (USJ)               |
| 49 | Louie Debrusk       | Balszélső  | Kanada     | New York Rangers      | London Knights (OHL)            |
| 50 | Veli-Pekka Kautonen | Hátvéd     | Finnország | Calgary Flames        | IFK Helsinki (FIN)              |
| 51 | Pierre Sévigny      | Balszélső  | Kanada     | Montréal Canadiens    | Verdun Junior Canadiens (QMJHL) |
| 52 | Blair Atcheynum     | Jobbszélső | Kanada     | Hartford Whalers      | Moose Jaw Warriors (WHL)        |
| 53 | Nicklas Lidström    | Hátvéd     | Svédország | Detroit Red Wings     | Västerås IK (Elitserien)        |
| 54 | John Tanner         | Kapus      | Kanada     | Québec Nordiques      | Peterborough Petes (OHL)        |
| 55 | Denny Felsner       | Balszélső  | USA        | St. Louis Blues       | Michigani Egyetem (NCAA)        |
| 56 | Scott Thomas        | Jobbszélső | USA        | Buffalo Sabres        | Nichols Iskola (USHS-NY)        |
| 57 | Wes Walz            | Center     | Kanada     | Boston Bruins         | Lethbridge Hurricanes (WHL)     |
| 58 | John Brill          | Jobbszélső | USA        | Pittsburgh Penguins   | Grand Rapids (USS)              |
| 59 | Jim Mathieson       | Hátvéd     | Kanada     | Washington Capitals   | Regina Pats (WHL)               |
| 60 | Murray Garbutt      | Center     | Kanada     | Minnesota North Stars | Medicine Hat Tigers (WHL)       |
| 61 | Jason Woolley       | Hátvéd     | Kanada     | Washington Capitals   | Michigani Állami Egyetem (NCAA) |
| 62 | Kris Draper         | Hátvéd     | Kanada     | Winnipeg Jets         | Kanadai válogatott              |
| 63 | Corey Lyons         | Jobbszélső | Kanada     | Calgary Flames        | Lethbridge Hurricanes (WHL)     |
|    |                     |            |            |                       |                                 |

### Negyedik kör
| #  | Játékos               | Poszt      | Nemzetiség    | NHL-csapat            | Egyetem/junior/klub csapat               |
| -- | --------------------- | ---------- | ------------- | --------------------- | ---------------------------------------- |
| 64 | Mark Brownschidle     | Hátvéd     | USA           | Winnipeg Jets         | Bostoni Egyetem (NCAA)                   |
| 65 | Brent Grieve          | Balszélső  | Kanada        | New York Islanders    | Oshawa Generals (OHL)                    |
| 66 | Matt Martin           | Hátvéd     | USA           | Toronto Maple Leafs   | Avon Old Farms Középiskola (USS)         |
| 67 | Jim Cummins           | Jobbszélső | USA           | New York Rangers      | Michigani Állami Egyetem (NCAA)          |
| 68 | Niklas Andersson      | Balszélső  | Svédország    | Québec Nordiques      | Västra Frölunda IF (SWE)                 |
| 69 | Allain Roy            | Kapus      | Kanada        | Winnipeg Jets         | Harvard Egyetem (NCAA)                   |
| 70 | Robert Reichel        | Center     | Csehszlovákia | Calgary Flames        | HC Litvínov (CZE)                        |
| 71 | Brett Hauer           | Hátvéd     | USA           | Vancouver Canucks     | Richfield Középiskola (USS)              |
| 72 | Reid Simpson          | Balszélső  | Kanada        | Philadelphia Flyers   | Prince Albert Raiders (WHL)              |
| 73 | Jim McKenzie          | Balszélső  | Kanada        | Hartford Whalers      | Victoria Cougars (WHL)                   |
| 74 | Szergej Fjodorov      | Center     | Szovjetunió   | Detroit Red Wings     | CSZKA Moszkva (RUS)                      |
| 75 | Jean-François Quintin | Balszélső  | Kanada        | Minnesota North Stars | Shawinigan Cataractes (QMJHL)            |
| 76 | Eric Dubois           | Hátvéd     | Kanada        | Québec Nordiques      | Laval Titan (QMJHL)                      |
| 77 | Doug MacDonald        | Center     | Kanada        | Buffalo Sabres        | Wisconsin–Madison Egyetem (NCAA)         |
| 78 | Josef Beránek         | Center     | Csehszlovákia | Edmonton Oilers       | CHZ Litvínov (CZE)                       |
| 79 | Todd Nelson           | Hátvéd     | Kanada        | Pittsburgh Penguins   | Prince Albert Raiders (WHL)              |
| 80 | Jackson Penney        | Jobbszélső | Kanada        | Boston Bruins         | Victoria Cougars (WHL)                   |
| 81 | Jim Maher             | Hátvéd     | USA           | Los Angeles Kings     | University of Illinois at Chicago (NCAA) |
| 82 | Trent Klatt           | Jobbszélső | USA           | Washington Capitals   | Osseo Középiskola (USS)                  |
| 83 | Andre Racicot         | Kapus      | Kanada        | Montréal Canadiens    | Granby Bisons (QMJHL)                    |
| 84 | Ryan O'Leary          | Center     | USA           | Calgary Flames        | Hermantown Középiskola (USS)             |
|    |                       |            |               |                       |                                          |

### Ötödik kör
| #   | Játékos            | Poszt      | Nemzetiség | NHL-csapat            | Egyetem/junior/klub csapat          |
| --- | ------------------ | ---------- | ---------- | --------------------- | ----------------------------------- |
| 85  | Kevin Kaiser       | Balszélső  | Kanada     | Québec Nordiques      | Minnesota-Duluth Egyetem (NCAA)     |
| 86  | Jace Reed          | Hátvéd     | USA        | New York Islanders    | Grand Rapids (USS)                  |
| 87  | Pat MacLeod        | Hátvéd     | Kanada     | Minnesota North Stars | Kamloops Blazers (WHL)              |
| 88  | Aaron Miller       | Hátvéd     | USA        | New York Rangers      | Niagara (USJ)                       |
| 89  | Mike Heinke        | Kapus      | USA        | New Jersey Devils     | Avon Old Farms Középiskola (Conn.)  |
| 90  | Steve Young        | Jobbszélső | Kanada     | New York Islanders    | Moose Jaw Warriors (WHL)            |
| 91  | Bryan Schoen       | Kapus      | USA        | Minnesota North Stars | Minnetonka Középiskola (Minn.)      |
| 92  | Peter White        | Center     | Kanada     | Edmonton Oilers       | Michigan Állami Egyetem (NCAA)      |
| 93  | Daniel Lapierriere | Hátvéd     | Kanada     | St. Louis Blues       | St. Lawrence Egyetem (NCAA)         |
| 94  | James Black        | Hátvéd     | Kanada     | Hartford Whalers      | Portland Winter Hawks (WHL)         |
| 95  | Shawn McCosh       | Center     | Kanada     | Detroit Red Wings     | Niagara Falls Thunder (OHL)         |
| 96  | Keith Carney       | Hátvéd     | USA        | Toronto Maple Leafs   | Mount St. Charles Középiskola (USS) |
| 97  | Rhys Hollyman      | Hátvéd     | Kanada     | Minnesota North Stars | Miami Egyetem (NCAA)                |
| 98  | Ken Sutton         | Hátvéd     | Kanada     | Buffalo Sabres        | Saskatoon Blades (WHL)              |
| 99  | Keith O'Sullivan   | Hátvéd     | USA        | New York Islanders    | Catholic Középiskola (Mass.)        |
| 100 | Tom Nevers         | Hátvéd     | USA        | Pittsburgh Penguins   | Edina Középiskola (USS)             |
| 101 | Mark Montanari     | Hátvéd     | Kanada     | Boston Bruins         | Kitchener Rangers (OHL)             |
| 102 | Eric Richard       | Hátvéd     | Kanada     | Los Angeles Kings     | Granby Bisons (QMJHL)               |
| 103 | Tom Newman         | Kapus      | USA        | Los Angeles Kings     | Blaine Akadémia (Minn.)             |
| 104 | Marc Deschamps     | Hátvéd     | Kanada     | Montréal Canadiens    | Cornell Egyetem (NCAA)              |
| 105 | Francis Kearney    | Balszélső  | USA        | Calgary Flames        | Hermantown Középiskola (USS)        |
|     |                    |            |            |                       |                                     |

### Hatodik kör
| #   | Játékos            | Poszt      | Nemzetiség  | NHL-csapat            | Egyetem/junior/klub csapat               |
| --- | ------------------ | ---------- | ----------- | --------------------- | ---------------------------------------- |
| 106 | Dan Lambert        | Hátvéd     | Kanada      | Québec Nordiques      | Swift Current Broncos (WHL)              |
| 107 | Bill Pyle          | Kapus      | USA         | Buffalo Sabres        | Nyugat-Michigani Egyetem (NCAA)          |
| 108 | Dave Burke         | Hátvéd     | USA         | Toronto Maple Leafs   | Cornell Egyetem (NCAA)                   |
| 109 | Dan Bylsma         | Jobbszélső | USA         | Winnipeg Jets         | Bowling Green Állami Egyetem (NCAA)      |
| 110 | David Emma         | Jobbszélső | USA         | New Jersey Devils     | Boston College (NCAA)                    |
| 111 | Tommi Pullola      | Balszélső  | Finnország  | Chicago Blackhawks    | Sport (FIN)                              |
| 112 | Scott Cashman      | Kapus      | Kanada      | Minnesota North Stars | Kanata (COJHL)                           |
| 113 | Pavel Bure         | Jobbszélső | Szovjetunió | Vancouver Canucks     | CSZKA Moszkva (RUS)                      |
| 114 | David Roberts      | Balszélső  | USA         | St. Louis Blues       | Avon Old Farms Középiskola (Conn.)       |
| 115 | Jerome Bechard     | Balszélső  | Kanada      | Hartford Whalers      | Moose Jaw Warriors (WHL)                 |
| 116 | Dallas Drake       | Jobbszélső | Kanada      | Detroit Red Wings     | Nyugat-Michigani Egyetem (NCAA)          |
| 117 | Niklas Eriksson    | Jobbszélső | Svédország  | Philadelphia Flyers   | Leksands IF (Elitserien)                 |
| 118 | Joby Messier       | Hátvéd     | Kanada      | New York Rangers      | Michigani Állami Egyetem (NCAA)          |
| 119 | Mike Barkley       | Center     | Kanada      | Buffalo Sabres        | Maine-i Egyetem (NCAA)                   |
| 120 | Anatolij Szemjonov | Centre     | Szovjetunió | Edmonton Oilers       | HK Gyinamo Moszkva (RUS)                 |
| 121 | Mike Markovich     | Hátvéd     | USA         | Pittsburgh Penguins   | Denveri Egyetem (NCAA)                   |
| 122 | Steven Foster      | Hátvéd     | USA         | Boston Bruins         | Catholic Memorial Középiskola (Mass.)    |
| 123 | Daniel Rydmark     | Centre     | Svédország  | Los Angeles Kings     | Färjestads BK (Elitserien)               |
| 124 | Derek Frenette     | Balszélső  | Kanada      | St. Louis Blues       | Ferris Állami Egyetem (NCAA)             |
| 125 | Mike Doer          | Jobbszélső | USA         | Toronto Maple Leafs   | Northwood Preparatory Középiskola (N.Y.) |
| 126 | Mike Needham       | Jobbszélső | Kanada      | Pittsburgh Penguins   | Kamloops Blazers (WHL)                   |
|     |                    |            |             |                       |                                          |

### Hetedik kör
| #   | Játékos           | Poszt      | Nemzetiség  | NHL-csapat          | Egyetem/junior/klub csapat           |
| --- | ----------------- | ---------- | ----------- | ------------------- | ------------------------------------ |
| 127 | Szergej Milnyikov | Kapus      | Szovjetunió | Québec Nordiques    | Traktor Cseljabinszk (RUS)           |
| 128 | Jon Larson        | Hátvéd     | USA         | New York Islanders  | Roseau Középiskola (Minn.)           |
| 129 | Keith Merkler     | --         | USA         | Toronto Maple Leafs | Portledge Középiskola (N.Y.)         |
| 130 | Pekka Peltola     | Jobbszélső | Finnország  | Winnipeg Jets       | HPK (Elitserien)                     |
| 131 | Doug Evans        | Hátvéd     | USA         | Winnipeg Jets       | Michigan (NCAA)                      |
| 132 | Tracy Egeland     | Jobbszélső | Kanada      | Chicago Blackhawks  | Prince Alberta Raiders (WHL)         |
| 133 | Brett Harkins     | Balszélső  | USA         | New York Islanders  | Detroit Compuware Ambassadors (NAHL) |
| 134 | Jim Revenberg     | Jobbszélső | Kanada      | Vancouver Canucks   | Windsor Spitfires (OHL)              |
| 135 | Jeff Batters      | Hátvéd     | Kanada      | St. Louis Blues     | Alaszka Anchorage Egyetem (NCAA)     |
| 136 | Scott Daniels     | Balszélső  | Kanada      | Hartford Whalers    | Regina Pats (WHL)                    |
| 137 | Scott Zygulski    | Hátvéd     | USA         | Detroit Red Wings   | Culver Akadémia (Ind.)               |
| 138 | Jack Callahan     | --         | USA         | Philadelphia Flyers | Belmont Hill Középiskola (Mass.)     |
| 139 | Greg Leahy        | --         | USA         | New York Rangers    | Portland Winter Hawks (WHL)          |
| 140 | Davis Payne       | Jobbszélső | Kanada      | Edmonton Oilers     | Michigani Műszaki Egyetem (NCAA)     |
| 141 | Szergej Jasin     | Balszélső  | Szovjetunió | Edmonton Oilers     | Dinamo Riga (USSR)                   |
| 142 | Pat Schafhauser   | Hátvéd     | USA         | Pittsburgh Penguins | Hill-Murray Középiskola (Minn.)      |
| 143 | Otto Hascak       | --         | Szlovákia   | Boston Bruins       | HK Dukla Trenčín (CZE)               |
| 144 | Ted Kramer        | Jobbszélső | USA         | Los Angeles Kings   | Michigan (NCAA)                      |
| 145 | Dave Lorentz      | Balszélső  | Kanada      | Washington Capitals | Peterborough Petes (OHL)             |
| 146 | Craig Ferguson    | Center     | USA         | Montréal Canadiens  | Yale Egyetem (NCAA)                  |
| 147 | Alex Nikolic      | Balszélső  | Kanada      | Calgary Flames      | Cornell Egyetem (NCAA)               |
|     |                   |            |             |                     |                                      |

### Nyolcadik kör
| #   | Játékos           | Poszt      | Nemzetiség    | NHL-csapat            | Egyetem/junior/klub csapat            |
| --- | ----------------- | ---------- | ------------- | --------------------- | ------------------------------------- |
| 148 | Paul Krake        | Kapus      | Kanada        | Québec Nordiques      | Alaszka Anchorage Egyetem (NCAA)      |
| 149 | Phil Huber        | Center     | Kanada        | New York Islanders    | Kamloops Blazers (WHL)                |
| 150 | Derek Langille    | Védő       | Kanada        | Toronto Maple Leafs   | North Bay Centennials (OHL)           |
| 151 | Jim Solly         | Balszélső  | Kanada        | Winnipeg Jets         | Bowling Green Állami Egyetem (NCAA)   |
| 152 | Szergej Sztarikov | Védő       | Szovjetunió   | New Jersey Devils     | CSKA Moscow (USSR)                    |
| 153 | Milan Tichý       | Védő       | Csehszlovákia | Chicago Blackhawks    | Prince Albert Raiders (WHL)           |
| 154 | Jon Pratt         | Balszélső  | USA           | Minnesota North Stars | Pingree Középiskola (USHS-MA)         |
| 155 | Rob Sangster      | Balszélső  | Kanada        | Vancouver Canucks     | Kitchener Rangers (OHL)               |
| 156 | Kevin Plager      | Jobbszélső | USA           | St. Louis Blues       | Parkway North Középiskola (USHS-MO)   |
| 157 | Raymond Saumier   | Jobbszélső | Kanada        | Hartford Whalers      | Trois Rivieres Draveurs (QMJHL)       |
| 158 | Andy Suhy         | Védő       | USA           | Detroit Red Wings     | Nyugat-Michigani Egyetem (NCAA)       |
| 159 | Sverre Sears      | Védő       | USA           | Philadelphia Flyers   | Princetoni Egyetem (NCAA)             |
| 160 | Greg Spenrath     | Védő       | Kanada        | New York Rangers      | Tri-City Americans (WHL)              |
| 161 | Derek Plante      | Center     | USA           | Buffalo Sabres        | Cloquet Középiskola (USHS-MN)         |
| 162 | Darcy Martini     | Védő       | Kanada        | Edmonton Oilers       | Michigani Műszaki Egyetem (NCAA)      |
| 163 | David Shute       | Balszélső  | USA           | Pittsburgh Penguins   | Victoria Cougars (WHL)                |
| 164 | Rick Allain       | Védő       | Kanada        | Boston Bruins         | Kitchener Rangers (OHL)               |
| 165 | Sean Whyte        | Jobbszélső | Kanada        | Los Angeles Kings     | Guelph Platers (OHL)                  |
| 166 | Dean Holoien      | Jobbszélső | Kanada        | Washington Capitals   | Saskatoon Blades (WHL)                |
| 167 | Patrick Lebeau    | Balszélső  | Kanada        | Montréal Canadiens    | St-Jean Lynx (QMJHL)                  |
| 168 | Kevin Wortman     | Védő       | USA           | Calgary Flames        | American International College (NCAA) |
|     |                   |            |               |                       |                                       |

### Kilencedik kör
| #   | Játékos             | Poszt      | Nemzetiség    | NHL-csapat            | Egyetem/junior/klub csapat          |
| --- | ------------------- | ---------- | ------------- | --------------------- | ----------------------------------- |
| 169 | Vjacseszlav Bikov   | Center     | Szovjetunió   | Québec Nordiques      | CSKA Moscow (USSR)                  |
| 170 | Matthew Robbins     | Center     | USA           | New York Islanders    | New Hampton School (USHS-NH)        |
| 171 | Jeffrey St. Laurent | Jobbszélső | USA           | Toronto Maple Leafs   | Berwick Akadémia (USHS-ME)          |
| 172 | Stephane Gauvin     | Balszélső  | Kanada        | Winnipeg Jets         | Cornell Egyetem (NCAA)              |
| 173 | Andre Faust         | Center     | Kanada        | New Jersey Devils     | Princeton University (NCAA)         |
| 174 | Jason Greyerbiehl   | Balszélső  | Kanada        | Chicago Blackhawks    | Colgate Egyetem (NCAA)              |
| 175 | Kenneth Blum        | Center     | USA           | Minnesota North Stars | St. Joseph High School (USHS-MA)    |
| 176 | Sandy Moger         | Center     | Kanada        | Vancouver Canucks     | Lake Superior Állami Egyetem (NCAA) |
| 177 | John Roderick       | Védő       | USA           | St. Louis Blues       | Rindge & Latin Akadémia (USHS-MA)   |
| 178 | Michel Picard       | Balszélső  | Kanada        | Hartford Whalers      | Trois-Rivieres Draveurs (QMJHL)     |
| 179 | Bob Jones           | Balszélső  | Kanada        | Detroit Red Wings     | Sault Ste. Marie Greyhounds (OHL)   |
| 180 | Glen Wisser         | Jobbszélső | USA           | Philadelphia Flyers   | Philadelphia Jr. Flyers (MetJHL)    |
| 181 | Mark Bavis          | Center     | USA           | New York Rangers      | Cushing Akadémia (USHS-MA)          |
| 182 | Jim Giacin          | Center     | USA           | Los Angeles Kings     | Culver Katonai Akadémia (USHS-IN)   |
| 183 | Donald Audette      | Jobbszélső | Kanada        | Buffalo Sabres        | Laval Titan (QMJHL)                 |
| 184 | Andrew Wolf         | Védő       | Kanada        | Pittsburgh Penguins   | Victoria Cougars (WHL)              |
| 185 | James Lavish        | Jobbszélső | USA           | Boston Bruins         | Deerfield Akadémia (USHS-MA)        |
| 186 | Martin Maskarinec   | Védő       | Csehszlovákia | Los Angeles Kings     | HC Sparta Praha (Csehszlovákia)     |
| 187 | Victor Gervais      | Center     | Kanada        | Washington Capitals   | Seattle Thunderbirds (WHL)          |
| 188 | Roy Mitchell        | Védő       | CAN           | Montréal Canadiens    | Portland Winter Hawks (WHL)         |
| 189 | Szergej Gomoljako   | Center     | Szovjetunió   | Calgary Flames        | Traktor Cseljabinszk (USSR)         |
|     |                     |            |               |                       |                                     |

### Tizedik kör
| #   | Játékos           | Poszt      | Nemzetiség    | NHL-csapat            | Egyetem/junior/klub csapat           |
| --- | ----------------- | ---------- | ------------- | --------------------- | ------------------------------------ |
| 190 | Andrej Homutov    | Jobbszélső | Szovjetunió   | Québec Nordiques      | CSZKA Moszkva (USSR)                 |
| 191 | Vlagyimir Malahov | Védő       | Szovjetunió   | New York Islanders    | CSZKA Moszkva (USSR)                 |
| 192 | Justin Tomberlin  | Center     | USA           | Toronto Maple Leafs   | Greenway Középiskola (USHS-MN)       |
| 193 | Joe Larson        | Center     | USA           | Winnipeg Jets         | Minnestonkai Középiskola (USHS-MN)   |
| 194 | Mark Astley       | Védő       | Kanada        | Buffalo Sabres        | Lake Superior Állami Egyetem (NCAA)  |
| 195 | Matt Saunders     | Balszélső  | Kanada        | Chicago Blackhawks    | Northeastern Egyetem (NCAA)          |
| 196 | Artūrs Irbe       | Kapus      | Szovjetunió   | Minnesota North Stars | Dinamo Riga (USSR)                   |
| 197 | Gus Morschauser   | Kapus      | Kanada        | Vancouver Cancuks     | Kitchener Rangers (OHL)              |
| 198 | John Valo         | Védő       | USA           | St. Louis Blues       | Detroit Compuware Ambassadors (NAHL) |
| 199 | Trevor Buchanan   | Balszélső  | Kanada        | Hartford Whalers      | Kamloops Blazers (WHL)               |
| 200 | Greg Bignell      | Védő       | Kanada        | Detroit Red Wings     | Belleville Bulls (OHL                |
| 201 | Al Kummu          | Védő       | Kanada        | Philadelphia Flyers   | Humboldt Broncos (SJHL)              |
| 202 | Roman Oksiuta     | Jobbszélső | Szovjetunió   | New York Rangers      | Himik Voszkreszenszk (USSR)          |
| 203 | John Nelson       | Center     | Kanada        | Buffalo Sabres        | Toronto Marlboros (OHL)              |
| 204 | Rick Judson       | Balszélső  | USA           | Detroit Red Wings     | Illinois-Chicagói Egyetem (NCAA)     |
| 205 | Greg Hagen        | Jobbszélső | USA           | Pittsburgh Penguins   | Hill-Murray Középiskola (USHS-MN)    |
| 206 | Geoff Simpson     | Védő       | Kanada        | Boston Bruins         | Estevan Bruins (SJHL)                |
| 207 | Jim Hiller        | Jobbszélső | Kanada        | Los Angeles Kings     | Melville Millionaires (SJHL)         |
| 208 | Jiri Vykoukal     | Védő       | Csehszlovákia | Washington Capitals   | Olomouc (Finland)                    |
| 209 | Ed Henrich        | Védő       | USA           | Montréal Candiens     | Nichols Iskola (USHS-NY)             |
| 210 | Dan Sawyer        | Védő       | USA           | Calgary Flames        | Ramapo Középiskola (USHS-NJ)         |
|     |                   |            |               |                       |                                      |

### Tizenegyedik kör
| #   | Játékos                  | Poszt      | Nemzetiség    | NHL-csapat            | Egyetem/junior/klub csapat       |
| --- | ------------------------ | ---------- | ------------- | --------------------- | -------------------------------- |
| 211 | Byron Witkowski          | Balszélső  | Kanada        | Québec Nordiques      | Nipawin Hawks (SJHL)             |
| 212 | Kelly Ens                | Center     | Kanada        | New York Islanders    | Lethbridge Hurricanes (WHL)      |
| 213 | Mike Jackson             | Jobbszélső | Kanada        | Toronto Maple Leafs   | Toronto Marlboros (OHL)          |
| 214 | Bradley Podiak           | Balszélső  | USA           | Winnipeg Jets         | Wayzata Középiskola (USHS-MN)    |
| 215 | Jason Simon              | Balszélső  | Kanada        | New Jersey Devils     | Windsor Spitfires (OHL)          |
| 216 | Mike Kozak               | Jobbszélső | Kanada        | Chicago Blackhawks    | Clarkson Egyetem (NCAA)          |
| 217 | Tom Pederson             | Védő       | USA           | Minnesota North Stars | Minnesotai Egyetem (NCAA)        |
| 218 | Hayden O'Rear            | Védő       | USA           | Vancouver Cancuks     | Lathrop Középiskola (USHS-AK)    |
| 219 | Brian Lukowski           | Kapus      | USA           | St. Louis Blues       | Niagara Falls Canucks (GHJHL)    |
| 220 | John Battice             | Védő       | Kanada        | Hartford Whalers      | London Knights (OHL)             |
| 221 | Vlagyimir Konsztantyinov | Védő       | Szovjetunió   | Detroit Red Wings     | CSZKA Moszkva (USSR)             |
| 222 | Matt Brait               | Védő       | Kanada        | Philadelphia Flyers   | St. Michael’s Buzzers (MetJHL)   |
| 223 | Steve Locke              | Balszélső  | Kanada        | New York Rangers      | Niagara Falls Thunder (OHL)      |
| 224 | Todd Henderson           | Kapus      | Kanada        | Buffalo Sabres        | Thunder Bay Flyers (USHL)        |
| 225 | Roman Bozek              | Jobbszélső | Csehszlovákia | Edmonton Oilers       | České Budějovice (Csehszlovákia) |
| 226 | Scott Farrell            | Védő       | Kanada        | Pittsburgh Penguins   | Spokane Chiefs (WHL)             |
| 227 | David Franzosa           | Balszélső  | USA           | Boston Bruins         | Boston College (NCAA)            |
| 228 | Steve Jaques             | Védő       | Kanada        | Los Angeles Kings     | Tri-City Americans (WHL)         |
| 229 | Andrej Szidorjov         | Balszélső  | Szovjetunió   | Washington Capitals   | Dinamo Moszkva (USSR)            |
| 230 | Justin Duberman          | Jobbszélső | USA           | Montréal Canadiens    | Észak-dakotai Egyetem (NCAA)     |
| 231 | Alekaszandr Judin        | Védő       | Szovjetunió   | Calgary Flames        | Dinamo Moszkva (USSR)            |
|     |                          |            |               |                       |                                  |

### Tizenkettedik kör
| #   | Játékos           | Poszt      | Nemzetiség  | NHL-csapat            | Egyetem/junior/klub csapat              |
| --- | ----------------- | ---------- | ----------- | --------------------- | --------------------------------------- |
| 232 | Noel Rahn         | Center     | USA         | Québec Nordiques      | Edina Középiskola (USHS-MN)             |
| 233 | Iain Fraser       | Center     | Kanada      | New York Islanders    | Oshawa Generals (OHL)                   |
| 234 | Steve Chartrand   | Balszélső  | Kanada      | Toronto Maple Leafs   | Drummondville Voliguers (QMJHL)         |
| 235 | Jevgenyij Davidov | Balszélső  | Szovjetunió | Winnipeg Jets         | CSKA Moszkva (USSR)                     |
| 236 | Peter Larsson     | Center     | Svédország  | New Jersey Devils     | Sodertalje (Svédország)                 |
| 237 | Michael Doneghey  | Kapus      | USA         | Chicago Blackhawks    | Catholic Memorial Középiskola (USHS-MA) |
| 238 | Helmuts Balderis  | Jobbszélső | Szovjetunió | Minnesota North Stars | Dinamo Riga (USSR)                      |
| 239 | Darcy Cahill      | Center     | Kanada      | Vancouver Canucks     | Cornwall Royals (OHL)                   |
| 240 | Szergej Harin     | Balszélső  | Szovjetunió | Winnipeg Jets         | Krilja Szovetov (USSR)                  |
| 241 | Peter Kasowski    | Center     | Kanada      | Hartford Whalers      | Swift Current Broncos (WHL)             |
| 242 | Joseph Frederick  | Jobbszélső | USA         | Detroit Red Wings     | Madison Capitols (USHL)                 |
| 243 | James Pollio      | Balszélső  | USA         | Philadelphia Flyers   | Vermont Akadémia (USHS-VT)              |
| 244 | Ken MacDermid     | Balszélső  | Kanada      | New York Rangers      | Hull Olympiques (QMJHL)                 |
| 245 | Michael Bavis     | Jobbszélső | USA         | Buffalo Sabres        | Cushing Akadémia (USHS-MA)              |
| 246 | Jason Glickman    | Kapus      | USA         | Detroit Red Wings     | Hull Olympiques (QMJHL)                 |
| 247 | Jason Smart       | Center     | Kanada      | Pittsburgh Penguins   | Saskatoon Blades (WHL)                  |
| 248 | Jan Bergman       | Védő       | Svédország  | Vancouver Canucks     | Sodertalje (Svédország)                 |
| 249 | Kevin Sneddon     | Védő       | Kanada      | Los Angeles Kings     | Harvard Egyetem (NCAA)                  |
| 250 | Ken House         | Center     | Kanada      | Washington Capitals   | Miami Egyetem (NCAA)                    |
| 251 | Steve Cadieux     | Center     | Kanada      | Montréal Canadiens    | Shawinigan Cataractes (QMJHL)           |
| 252 | Kenneth Kennholt  | Védő       | Svédország  | Calgary Flames        | Djurgårdens IF Hockey (Svédország)      |
|     |                   |            |             |                       |                                         |

## Lásd még
- 1989-es NHL Supplemental Draft
- 1989–1990-es NHL-szezon